# Franz Neubauer (Historiker)
Franz Neubauer (* 10. September 1934; † 20. Februar 2010) war ein deutscher Historiker und Fernsehproduzent.
Nach dem Studium der Germanistik an der Johannes Gutenberg-Universität in Mainz bei Karl Holzamer, dem ersten Intendanten des ZDF, folgte er diesem zum ZDF, wo er zuletzt die Leitung der Dokumentarspielabteilung innehatte. Im Rahmen seiner Arbeit setzte er sich unter anderem intensiv mit der kontrovers geführten Debatte um Hans Filbinger auseinander.
Zusätzlich nahm er von 1974 bis 2009 Aufgaben als Lehrbeauftragter des Philosophischen Seminars der Johannes Gutenberg-Universität wahr.

## Schriften
- Das Verhältnis von Karl Marx und Friedrich Engels. Dissertation 1959
- Marx-Engels Bibliographie. Boldt, Boppard am Rhein 1979, ISBN 3-7646-1751-9
- Geschichte im Dokumentarspiel. Schöningh, Paderborn 1984, ISBN 3-506-77302-X
- Der öffentliche Rufmord. Roderer, Regensburg 2007, ISBN 3-89783-589-4

## Filmografie (Auswahl)
Produzent
- 1970: Claus Graf Stauffenberg (Fernsehfilm)
- 1973: Ein junger Mann aus dem Innviertel (Fernsehfilm)
- 1977: Generale – Anatomie der Marneschlacht (Fernsehfilm)
- 1979: Revolution in Frankfurt (Fernsehfilm)
- 1983: Die Matrosen von Kronstadt (Fernsehfilm)
- 1984: Der Sheriff von Linsenbach (Fernsehfilm)
- 1985: Treffpunkt Leipzig (Fernsehfilm)
- 1988: Ein naheliegender Mord (Fernsehfilm)
- 1991: Wolfskinder (Dokumentarfilm)
- 1998: Ein Mann stürzt ab (Fernsehfilm)